# Bańska Niżna
Bańska Niżna ist ein Dorf der Gemeinde Szaflary im Powiat Nowotarski der Woiwodschaft Kleinpolen in Polen, in der Region Podhale. Das Dorf liegt im Gebirgszug Pogórze Gubałowskie ungefähr zehn Kilometer nördlich von Zakopane und zehn Kilometer südlich von Nowy Targ. Durch den Ort verläuft die Fernstraße Zakopianka.

## Geschichte
Der Ort Bańskie wurde in der zweiten Hälfte des 16. Jahrhunderts als ein Weiler von Szaflary gegründet. Der Name ist vom Wort bania (Strudel, Wirbel [im Weißen Dunajec] oder auch: [auf dem Weg zur] Grube, Mine [in der Tatra]) mit dem Suffix -ska (sekundär -sko) abgeleitet, aber im 17. Jahrhundert wurden schon zwei Orte auch unter den Namen Broszka (sic!) und Brzeska [Mała] (vom Brzegi – Ufer) bekannt. Das Attribut Niżna bedeutet Unter, also der niedriger gelegene Teil eines Ortes.

## Sehenswürdigkeiten
Im Ort befindet sich eine moderne Kirche der Göttlichen Barmherzigkeit. Im Ort gibt es zwei Thermalquellen (85 °C und 82 °C), die zu den ergiebigsten in Polen gehören. Seit 1995 wird fast der ganze Ort mit Geothermalwasser beheizt. Bańska Niżna war damit der erste Ort in Polen, der seinen Energiebedarf für Wärme aus Geothermalquellen schöpfte. Thermalbäder befinden sich an der Grenze zum nördlich angrenzenden Szaflary.

## Tourismus
Es geht in Bańska Niżna ruhiger zu als in den benachbarten Skiorten Zakopane oder Bukowina Tatrzańska. Die touristische Infrastruktur wird ausgebaut. Insbesondere die Thermalbäder Termy Szaflary und Termy Gorący Potok im benachbarten Szaflary ziehen immer mehr Touristen an.

## Galerie

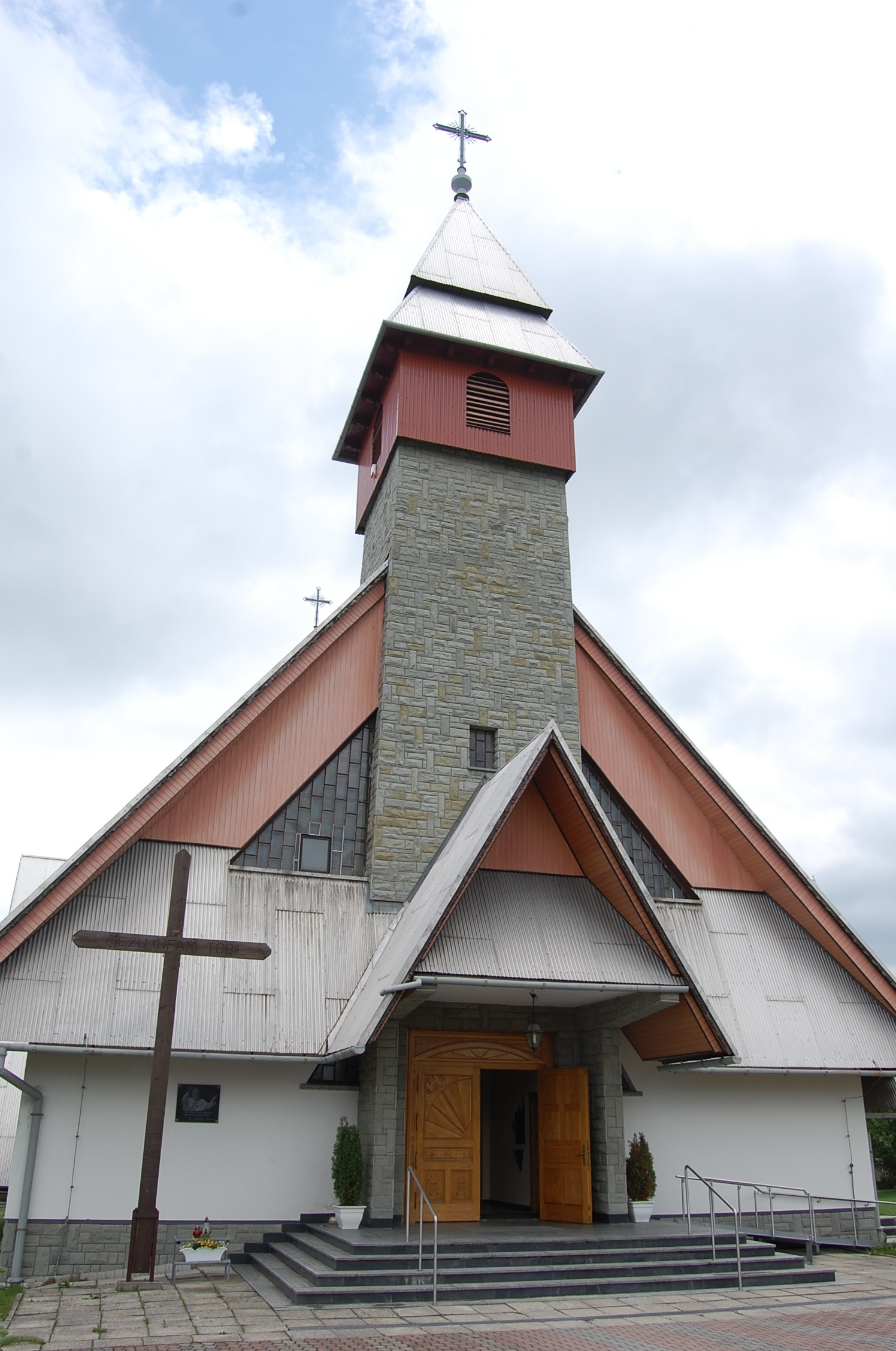
Barmherzigkeitskirche
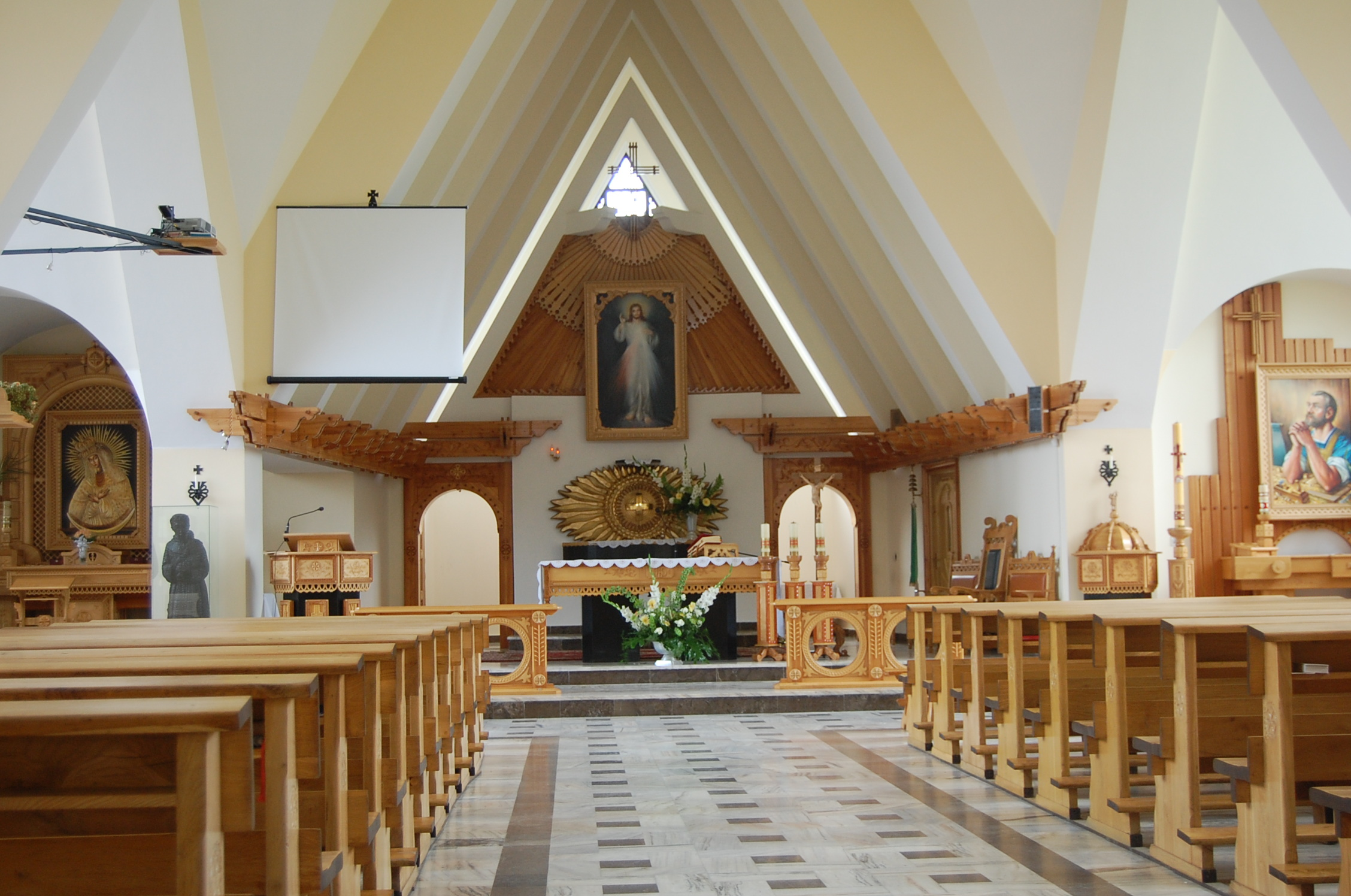
Kircheninneres